# Ierapetra
Ierapetra (griechisch Ιεράπετρα [ieˈɾapetɾa] (f. sg.)) ist eine Stadt im Südosten der griechischen Mittelmeerinsel Kreta und Verwaltungszentrum der gleichnamigen Gemeinde (griechisch Δημος Dimos [ˈðimɔs]). 
Sie ist die südlichste Stadt Europas (ohne Zypern, das geographisch zu Asien gehört). Ierapetra liegt an der schmalsten Stelle Kretas: Von der Süd- bis zur Nordküste sind es hier nur 12 Kilometer Luftlinie.
Mit 12.355 Einwohnern im Stadtzentrum und 16.139 als Stadtbezirk zusammen mit den angeschlossenen Vororten ist Ierapetra die viertgrößte Stadt der Insel und die größte des Regionalbezirks Lasithi, der ehemaligen Präfektur Lasithi. Nach der Gemeindereform nach dem Kallikratis-Gesetz 2010 bildeten die ehemaligen Gemeinden und jetzigen Gemeindebezirke Ierapetra und Makrys Gialos die Gesamtgemeinde Ierapetra. Im November 2011 wurden vier der Ortsgemeinschaften von Makrys Gialos in die Nachbargemeinde Sitia umgemeindet. Die Gemeinde Ierapetra hat 26.200 Einwohner (nach der Volkszählung 2011).

## Geografie

### Gemeindegliederung

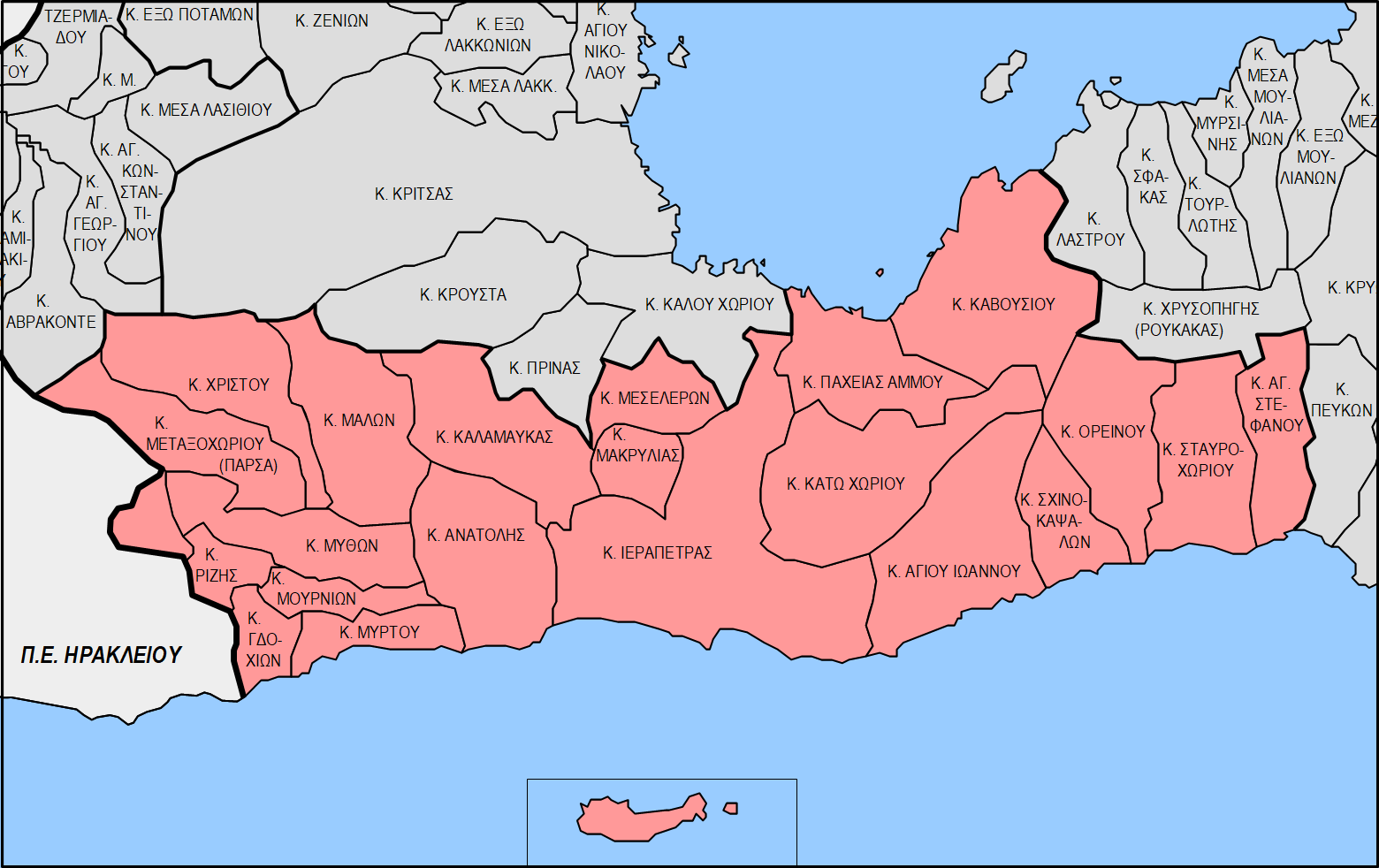

Die Gemeinde Ierapetra ist in zwei Gemeindebezirke gegliedert; als lokale Vertretung unterhalb der Gemeindeebene bestehen ein Stadtbezirk und 16 Ortsgemeinschaften. In der nachfolgenden Tabelle sind außerdem Siedlungen mit über 400 Einwohnern verzeichnet (Einwohnerzahlen aus dem Ergebnis der Volkszählung 2011).
| - Gemeindebezirk Ierapetra – Δημοτική ενότητα Ιεραπέτρας – 23.708 - Stadtbezirk Ierapetra – Κοινότητα Ιεραπέτρας – 16.139 - Vainia – Βαϊνιά – 609 - Gra Lygia – Γρα Λυγιά – 1.528 - Ierapetra – Ιεράπετρα – 12.355 - Kendri – Κεντρί – 1.021 - Potami – Ποτάμοι – 405 - Ortsgemeinschaft Agios Ioannis – Κοινότητα Αγίου Ιωάννου – 1.168 - Koutsounari Κουτσουνάρι – 566 - Ferma – Φέρμα – 532 - Ortsgemeinschaft Anatoli – Κοινότητα Ανατολής – 1.611 - Nea Anatoli – Νέα Ανατολή – 1.002 - Ortsgemeinschaft Kavousi – Κοινότητα Καβουσίου – 563 - Kavousi – Καβούσιον – 559 - Ortsgemeinschaft Kalamafka – Κοινότητα Καλαμαύκας – 464 - Kalamafka Καλαμαύκα – 425 - Ortsgemeinschaft Kato Chorio – Κοινότητα Κάτω Χωρίου – 946 - Kato Chorio – Κάτω Χωρίο – 946 - Ortsgemeinschaft Mythi – Κοινότητα Μύθων – 396 - Ortsgemeinschaft Myrtos – Κοινότητα Μύρτου – 620 - Myrtos – Μύρτος – 441 - Ortsgemeinschaft Pachia Ammos – Κοινότητα Παχείας Άμμου – 846 - Pachia Ammos – Παχεία Άμμος – 574 - Ortsgemeinschaft Christos – Κοινότητα Χριστού – 101 | - Gemeindebezirk Makrys Gialos – Δημοτική ενότητα Μακρύ Γιαλού – 1.645 - Ortsgemeinschaft Agios Stefanos – Κοινότητα Αγίου Στεφάνου – 891 - Makrygialos – Μακρυγιαλός – 760 - Ortsgemeinschaft Orino – Κοινότητα Ορεινού – 224 - Ortsgemeinschaft Schinokapsala – Κοινότητα Σχινοκαψάλων – 427 - Ortsgemeinschaft Stavrochori – Κοινότητα Σταυροχωρίου – 950 |

### Klima
Das vorherrschende Klima der Landschaft um Ierapetra gehört zu den wärmsten Kretas. Die Hitze in der Stadt wird im Sommer oft gemildert durch den zum Teil stürmischen Nordwind (Boreas), welcher an der Engstelle Kretas besonders ausgeprägt ist.
|                        | Jan   | Feb  | Mär  | Apr  | Mai  | Jun  | Jul  | Aug  | Sep  | Okt  | Nov  | Dez   |   |       |
| Mittl. Temperatur (°C) | 12,9  | 12,9 | 14,2 | 17,0 | 20,9 | 25,4 | 27,8 | 27,7 | 24,9 | 21,0 | 17,5 | 14,5  | ⌀ | 19,8  |
| Mittl. Tagesmax. (°C)  | 16,1  | 16,2 | 17,6 | 20,4 | 24,5 | 29,2 | 31,8 | 31,8 | 28,8 | 24,9 | 21,1 | 17,7  | ⌀ | 23,4  |
| Mittl. Tagesmin. (°C)  | 8,9   | 8,7  | 9,7  | 11,8 | 15,2 | 19,4 | 22,7 | 22,9 | 20,2 | 16,7 | 13,5 | 10,6  | ⌀ | 15,1  |
|                        |       |      |      |      |      |      |      |      |      |      |      |       |   |       |
| Niederschlag (mm)      | 133,8 | 94,9 | 80,1 | 35,0 | 14,2 | 5,6  | 0,5  | 2,0  | 20,4 | 90,5 | 75,9 | 108,9 | Σ | 661,8 |
|                        |       |      |      |      |      |      |      |      |      |      |      |       |   |       |
| Sonnenstunden (h/d)    | 3     | 5    | 6    | 8    | 10   | 12   | 13   | 12   | 10   | 6    | 6    | 4     | ⌀ | 7,9   |
|                        |       |      |      |      |      |      |      |      |      |      |      |       |   |       |
| Regentage (d)          | 12,8  | 10,5 | 7,8  | 4,5  | 2,8  | 0,8  | 0,1  | 0,2  | 1,2  | 4,7  | 7,0  | 12,3  | Σ | 64,7  |
|                        |       |      |      |      |      |      |      |      |      |      |      |       |   |       |
| Wassertemperatur (°C)  | 16    | 15   | 16   | 16   | 19   | 22   | 24   | 25   | 24   | 23   | 20   | 17    | ⌀ | 19,8  |

| 8,9 |

| 8,7 |

| 9,7 |

| 11,8 |

| 15,2 |

| 19,4 |

| 22,7 |

| 22,9 |

| 20,2 |

| 16,7 |

| 13,5 |

| 10,6 |

| 8,9 |

| 8,7 |

| 9,7 |

| 11,8 |

| 15,2 |

| 19,4 |

| 22,7 |

| 22,9 |

| 20,2 |

| 16,7 |

| 13,5 |

| 10,6 |

| N i e d e r s c h l a g | 133,8 | 94,9 | 80,1 | 35,0 | 14,2 | 5,6 | 0,5 | 2,0 | 20,4 | 90,5 | 75,9 | 108,9 |
|                         | Jan   | Feb  | Mär  | Apr  | Mai  | Jun | Jul | Aug | Sep  | Okt  | Nov  | Dez   |

## Geschichte
In der Antike trug die Stadt den Namen Hierapytna. Die frühsten Reste der Stadt datieren erst ins fünfte vorchristliche Jahrhundert. Sie erlangte die Vorherrschaft über die südöstliche Region Kretas; diese Blütezeit dauerte bis zur Eroberung 67 v. Chr. durch die Römer. Aus dieser Zeit stammt die römische Villa von Makrygialos.
Bei der Eroberung durch die Araber 824 wurde die Stadt schwer zerstört, doch danach wieder aufgebaut. Eine neue Blüteperiode erlebte sie in der venezianischen Epoche vom 13. bis zum 17. Jahrhundert – seit dieser Zeit trägt sie den heutigen Namen Ierapetra. 1798 soll Napoléon Bonaparte auf seinem Feldzug nach Ägypten in Ierapetra Station gemacht haben. Das Haus, in dem er damals angeblich übernachtete, wird heute noch gezeigt.

Sehenswert sind in Ierapetra das venezianische Kastell von 1626 (am Hafen), die Agios-Georgios-Kirche im Stadtzentrum (1856) und eine teils verfallene türkische Moschee mit dem restaurierten Minarett und Brunnenhaus.

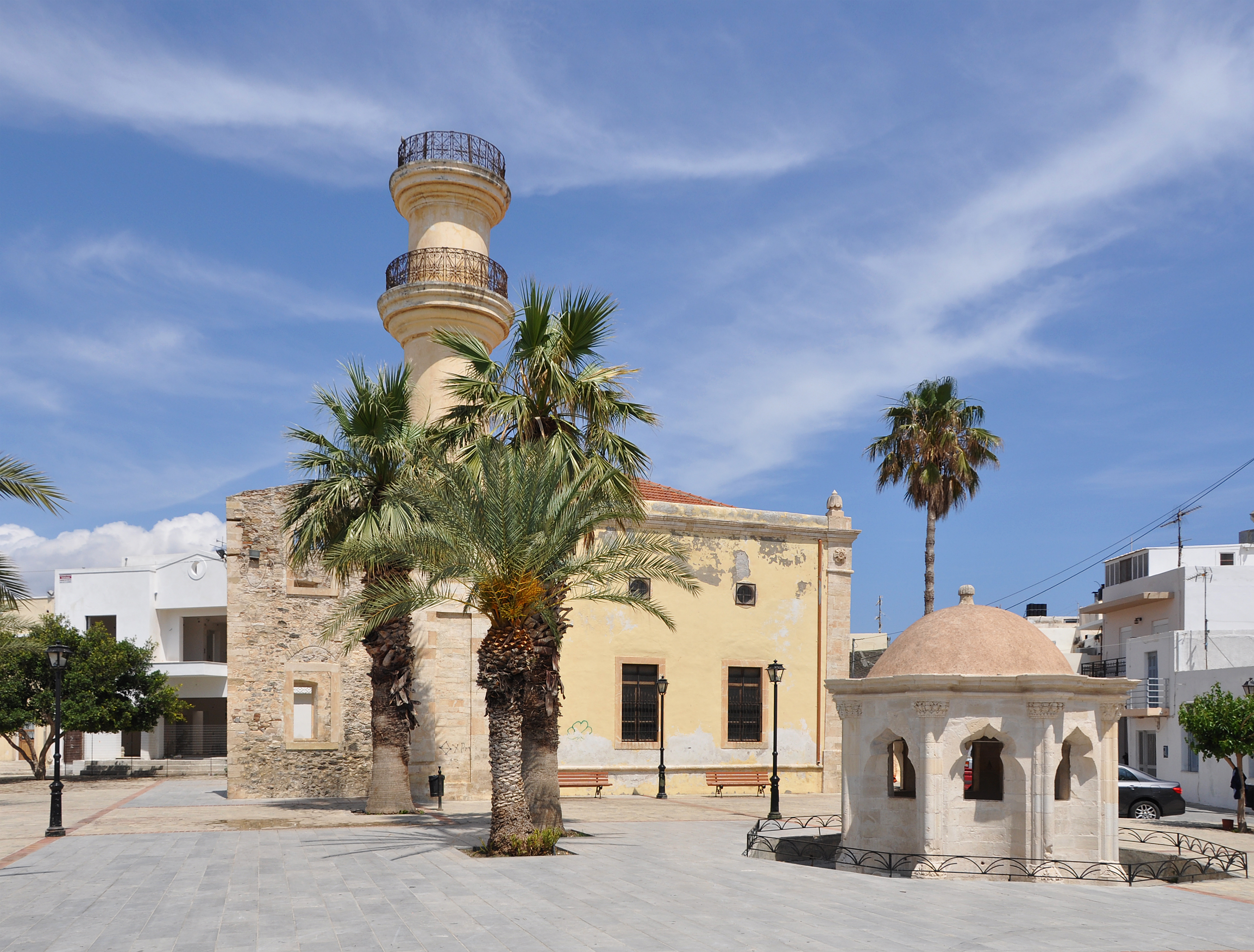
Die verfallene türkische Moschee mit dem restaurierten Minarett
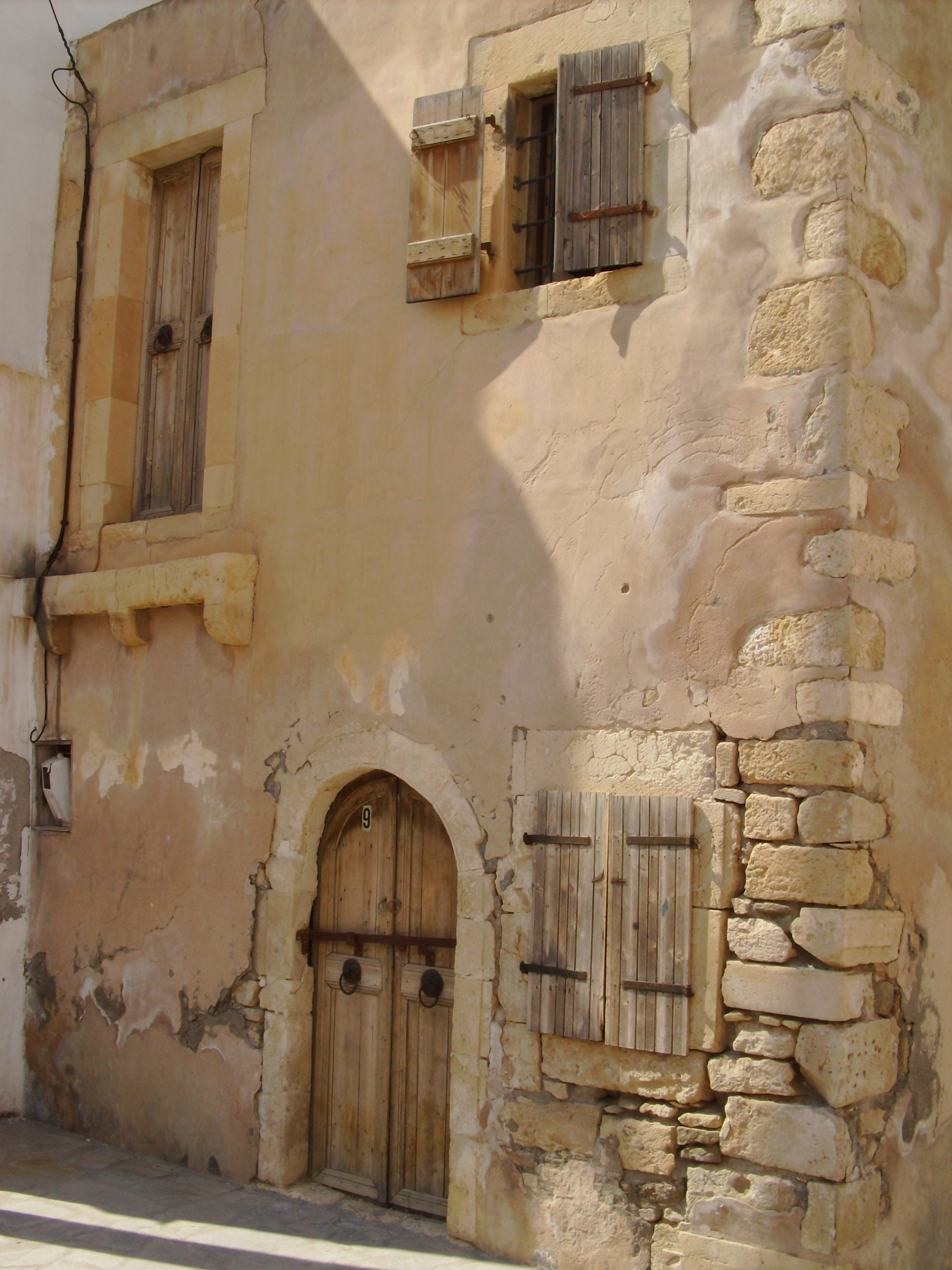
Napoleon-Haus
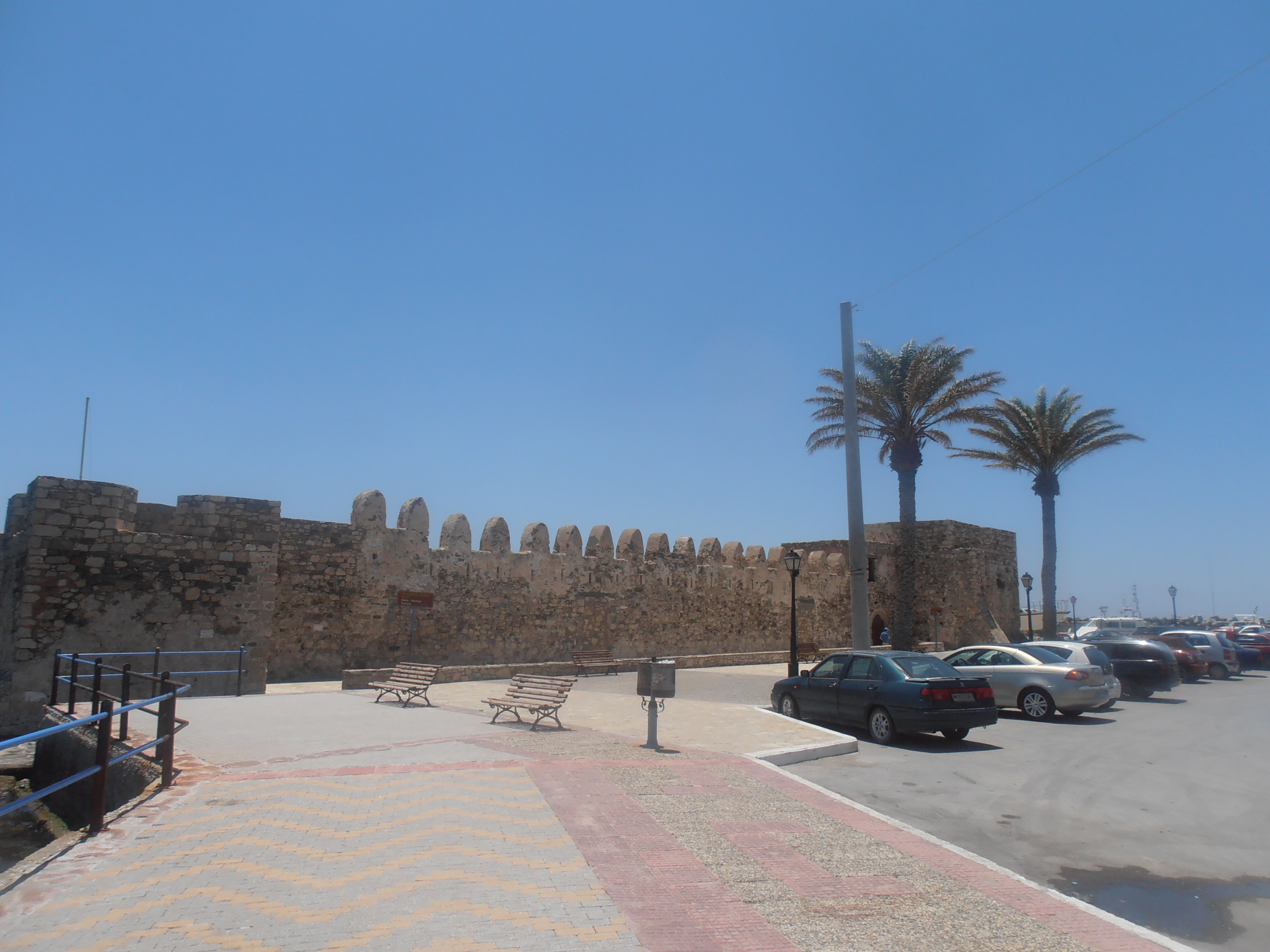
Das venezianische Kastell

## Nachhaltiger Tourismus
Im Jahr 2012 wurde Ierapetra die Auszeichnung QualityCoast Gold für besondere Anstrengungen in der nachhaltigen Entwicklung verliehen. Daher wurde Ierapetra in den weltweiten Atlas für nachhaltigen Tourismus, DestiNet, aufgenommen.

## Wirtschaft

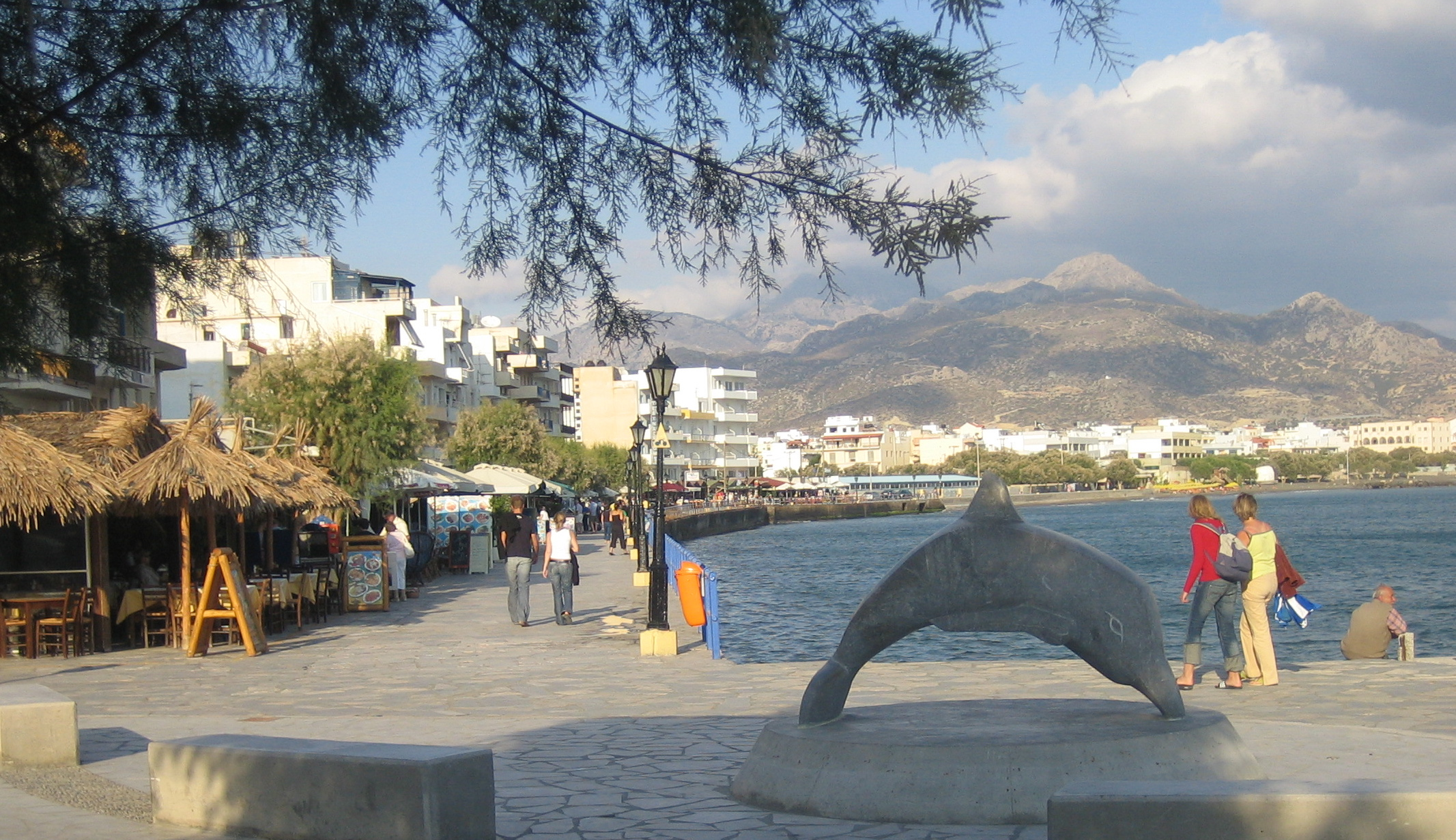
Die Uferpromenade Ierapetras (2005)

Ierapetra hat einen Hafen, der für Sportboote und Fischerei genutzt wird. In der Umgebung von Ierapetra ist Gemüseanbau (Tomaten, Paprika, Gurken, Bohnen) – auch in Folienzelten – Haupterwerb. Für das benötigte Wasser sorgt der nordwestlich von Ierapetra gelegene Bramiana-Stausee bei Gra Ligia. Ein regionaler Flughafen ist im Gespräch. Die Region versorgt große Teile Griechenlands mit Frischgemüse. Dessen Transport über die Straßen nach Iraklio belastet die Bauern immer mehr durch steigende Preise, so dass dafür nach Alternativen gesucht wird.
Tourismusunternehmen stellen hier noch den kleineren, aber wachsenden Anteil an Gewerbebetrieben. Die für Touristen eingerichtete Strand-/Uferpromenade ist der erste Schritt der Entwicklung des Tourismus, der bisher in der südöstlichen Region Kretas sehr zaghaft und damit umweltverträglich wuchs. Von Ierapetra aus fahren im Sommer Touristenboote zu den unbewohnten Inseln Chrysi, die verwaltungsmäßig ebenfalls zur Gemeinde Ierapetra gehört, und Koufonisi (Gemeinde Sitia).